# 巴巴群島

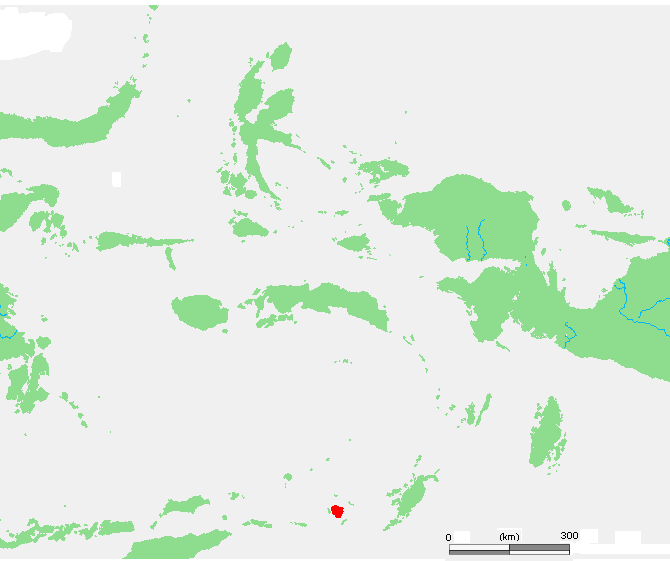
巴巴群島位置

巴巴群島是印度尼西亞的群島，位於馬魯古省，座標南緯7度31分至8度3分，東經129度30分至130度5分。群島名稱來自中部其中一個大型島嶼巴巴島。行政上由西南马鲁古县管理。
7°55′S 129°45′E / 7.917°S 129.750°E